# سو شي
سو شي (بالإنجليزية: Su Shi)‏ (و. 1037 – 1101 م) هو شاعر، وكاتب، ورسام، ولد في ميشان، توفي في تشانغتشو، عن عمر يناهز 64 عاماً.

## روابط خارجية
- سو شي على موقع الموسوعة البريطانية (الإنجليزية)
- سو شي على موقع ميوزك برينز (الإنجليزية)